# Skriti spomin
Skriti spomin je avtobiografija slovenske pisateljice Angele Vode. 
V avtobiografiji nam pisateljica razkriva svoje spomine o političnem dogajanju in družbenih odnosih - vse od prve svetovne vojne, razpada A-O in nastanku Kraljevine SHS - do druge svetovne vojne, okupacije Slovenije in povojnih delovanjih.